# Nueva Revista de Buenos Aires
Nueva Revista de Buenos Aires fue una revista cultural editada en Buenos Aires entre 1881 y 1885.

## Historia
Publicada en Buenos Aires entre 1881 y 1885, fue fundada por Vicente y Ernesto Quesada, padre e hijo respectivamente y aparecía mensualmente. En la revista, que tenía como objetivo un desarrollo de la cultura argentina en un contexto latinoamericano, estrechando lazos de la primera con el resto del continente, aparecieron textos traducidos del portugués. Colaboró en sus páginas, entre otros muchos autores, el brasileño Franklin Távora.